# 32005 Roberthalfon
32005 Roberthalfon este un asteroid din centura principală de asteroizi.

## Descriere
32005 Roberthalfon este un asteroid din centura principală de asteroizi. A fost descoperit pe 29 aprilie 2000 la Socorro, New Mexico, în cadrul proiectului LINEAR. Asteroidul prezintă o orbită caracterizată de o semiaxă mare de 2,23 ua, o excentricitate de 0,12 și o înclinație de 2,0° în raport cu ecliptica.